# Sampzon
Sampzon település Franciaországban, Ardèche megyében. Lakosainak száma 244 fő (2022. január 1.). Sampzon Grospierres, Ruoms, Saint-Alban-Auriolles, Salavas és Vallon-Pont-d’Arc községekkel határos.

## Népesség
A település népessége az elmúlt években az alábbi módon változott:
| Lakosok száma | 108  | 121  | 163  | 209  | 217  | 225  | 228  | 232  | 240  | 244  |
|               | 1968 | 1982 | 1990 | 2006 | 2013 | 2015 | 2017 | 2019 | 2020 | 2022 |